# Ich gelobe
Ich gelobe ist ein österreichischer Spielfilm aus dem Jahr 1994. Regie bei dem Drama führte Wolfgang Murnberger, der auch das autobiografisch gefärbte Drehbuch verfasste. Dor Film produzierte den Film. Christoph Dostal spielte die Hauptrolle.

## Handlung
Erzählt wird vom etwas unspektakulären Leben und den umso ausschweifenderen Gedanken eines jungen Mannes namens Berger aus Ost-Österreich während der Zeit seines verpflichtenden Präsenzdienstes als Wehrmann des Bundesheeres im Jahr 1980. Es werden Szenen aus dem Soldatenalltag gezeigt, die Ausbildung im Freien mit eintönigem Drill und bei widrigem Wetter, der langweilige Theorie-Unterricht. Dies alles soll die Wehrmänner mit Matura zu Reserveoffizieren machen, damit sie später im möglichen Ernstfall befähigt sind, Soldaten zu führen.
Den Ausgleich zu dem militärischen Trott bieten die persönlichen Gespräche und die Späße der Kameraden im Dienst und außerhalb, vor allem die Zeit des Ausgangs am Wochenende. Dann werden zum Scherz Prostituierte vom Auto aus angesprochen oder Lokale aufgesucht, um sich mit Alkohol zu entspannen und in Gedanken und Blicken dem weiblichen Geschlecht nachzuhängen.
Wehrmann Berger hat aber daneben noch eine künstlerische Ader: Er bemalt die Tür des Kasernen-Klos mit seinen phantastischen Bildern, spielt in einer Band, träumt oft in den Tag hinein (wobei er manchmal als Ritter in voller Rüstung mit oder ohne Pferd erscheint oder einen solchen sieht). Auf das Mittelalter wird immer wieder Bezug genommen, nicht nur durch die Rittergestalt, sondern auch durch das im Film gezeigte Buch mit Bildern von Hieronymus Bosch oder mit Drehleier-Musik.
Nach dem Wehrdienst möchte Berger Maler werden. Dem Vater, der in dem kleinen Ort mit tatkräftiger Unterstützung der ganzen Familie ein Kino betreibt, ist dieser Berufswunsch des Sohns gar nicht recht, denn er hält den Besuch der Kunstakademie nur für eine versteckte Form von Arbeitsunwilligkeit und würde es vorziehen, wenn sein Sohn mit seiner abgeschlossenen Matura gleich ins Berufsleben einsteigt, etwa bei einer Versicherung, wie dies ein Kamerad Bergers beabsichtigt.
Auch mit den Frauen läuft nicht alles so, wie Berger dies gern hätte. Mit jenen, die ihn interessieren, wie seine Freundin Veronika, spielt sich im Bett nichts ab, und von denen, die dazu (vermeintlich) bereit wären, will Berger nichts, denn er möchte die Hingabe nur in Verbindung mit „reiner Liebe“. Doch langsam scheint das körperliche Begehren und vor allem die vergebliche Suche nach der vollkommen reinen Liebe über die Romantik zu triumphieren, als eines Abends zwei seiner Kameraden bei einer gemeinsamen Autofahrt durch Wien ein Bordell besuchen.

## Hintergrund
Der Filmtitel bezieht sich auf die Angelobung der Soldaten, die mit den Worten „Ich gelobe“ beginnt. In der Angelobungsszene bringt Berger seinen Dissens heimlich zum Ausdruck, indem er beim Schwur Zeige- und Mittelfinger einer Hand kreuzt.
Gedreht wurde der Film von Oktober 1993 bis Februar 1994 in Wien, Burgenland und Niederösterreich.
Ich gelobe ist einer von 50 Filmen, die im ersten Teil der Edition „Der österreichische Film“ als DVD veröffentlicht wurden.

## Rezeption
Der Großteil der Kritiker nahm den Film gut auf. Claus Philipp meinte im Standard, Ich gelobe sei „ein großer, ein schlichter, ein radikal eigensinniger Film“. Henning Brüns lobte den Film in der Berliner Zeitung ebenfalls: „Abseits der oft üblichen, abgeschmackten Klischees, die entweder den Bürger in Uniform als Ulknudel persiflieren oder im tranigen Kameradschaftspathos zerfließen, hat sich Murnberger in erster Linie dafür interessiert, die Grenzen der individuellen Freiheit aufzuzeigen. Das ist ihm überzeugend gelungen.“

## Auszeichnungen
Bei der Viennale 1994 erhielt der Film den Wiener Filmpreis. Er war der österreichische Kandidat auf eine Nominierung als Bester fremdsprachiger Film bei der Oscarverleihung 1995, wurde aber weder nominiert noch ausgezeichnet.